# Etalab
Etalab, est une administration publique française qui vise à améliorer le service public et l'action publique grâce aux données.
Etalab contribue ainsi à la transformation de l'action publique et à l'innovation publique grâce au numérique. Faisant ainsi office de directeur des données de l'État, Etalab coordonne la stratégie de l'administration dans le domaine de la donnée : partage des données ouvertes ("open data"), circulation des données entre administrations, exploitation des données et intelligence artificielle.... Etalab développe et maintient notamment la plateforme nationale des données ouvertes data.gouv.fr.
Etalab promeut également une plus grande ouverture de l'administration sur la société (gouvernement ouvert) : transparence de l'action publique, innovation ouverte, participation citoyenne... elle promeut l’innovation, l’expérimentation, les méthodes de travail ouvertes, agiles et itératives, ainsi que les synergies avec la société civile pour décloisonner l’administration et favoriser l’adoption des meilleures pratiques professionnelles dans le domaine du numérique.
Etalab est un département de la direction interministérielle du numérique.  Il est dirigé par Marielle Christment depuis 2023 après avoir succédé à Laure Lucchesi entre 2016 et 2023, et rassemble une équipe pluridisciplinaire d'une quinzaine de personnes.

## Histoire

### Création
La mission Etalab a été créée par décret le 21 février 2011 ayant l'objectif de créer un portail des « informations publiques » et de coordonner l'action des administrations de l'État et des établissements publics administratifs pour faciliter la réutilisation des informations publiques. Elle est placée sous l'autorité du Premier ministre, et rattachée directement au Secrétariat général du gouvernement. Son directeur est alors Séverin Naudet.
Le 18 octobre 2011, la mission Etalab publie la Licence ouverte qui s'applique à l'ensemble des réutilisations libres gratuites de données publiques issues des administrations de l’État et de ses établissements publics administratifs. La Licence ouverte permet de reproduire, rediffuser, adapter et exploiter les données à condition de mentionner la paternité de l'information. Elle est compatible avec l'Open Government Licence et les licences Creative Commons.
Le portail gouvernemental de données ouvertes, data.gouv.fr, est lancé le 5 décembre 2011.
À sa création en tant que mission interministérielle, les missions d'Etalab ont été précisées en 2013 par le gouvernement dans une feuille de route qui fixe six objectifs généraux :
1. Transparence accrue de l'action publique (notamment en mettant en ligne des données sur les comptes publics, les pollutions ou les délits constatés), afin notamment de « renforcer la confiance des citoyens » ;
2. Coproductions avec la société, innovation sociale ; via de nouveaux moyens (par exemple le projet Handimap développé à Rennes et Montpellier pour faciliter les déplacements de handicapés moteurs) ;
3. Fonctionnement administratif amélioré ;
4. Action publique plus efficiente, grâce à de « nouveaux modes d'organisation et de nouveaux processus de travail (comme le suivi des accidents de la route par la sécurité routière permettant d'améliorer l'aménagement de la voirie) » ;
5. Économie dynamisée par ces ressources nouvelles, favorables à l'innovation et à la croissance. Pour cela Etalab a notamment un programme dit Dataconnexions) ;
6. « Contribuer à l'influence et au rayonnement international de la France (initiative Partenariat pour un gouvernement ouvert -PGO-, initiative sur la transparence de l'aide internationale -IATI- ou sur la transparence des industries extractives - EITI) »[7].

### Rattachement au SGMAP
En octobre 2012, le gouvernement de Jean-Marc Ayrault crée le Secrétariat général pour la modernisation de l'action publique (SGMAP) et rattache la mission Etalab à cette nouvelle entité. La direction de la mission est confiée à Henri Verdier en janvier 2013. Il succède à Séverin Naudet, parti en octobre 2012.
En décembre 2013, Etalab lance la deuxième version de data.gouv.fr, ouverte aux contributions de la société civile. Les administrations comme les citoyens peuvent publier des jeux de données, partager des ressources et référencer des réutilisations des données,.
En avril 2014, en ouverture de la conférence de Paris sur l'open data et le gouvernement ouvert, organisée par Etalab, la ministre de la Décentralisation, de la Fonction publique et de la Réforme de l'État, Marylise Lebranchu annonce la volonté de la France de rejoindre le Partenariat pour un gouvernement ouvert. Cette décision engage la France à publier un plan d'action national en concertation avec la société civile afin de renforcer la transparence de l'action publique, la participation citoyenne, l'intégrité de l'action publique et l'utilisation des nouvelles technologies pour moderniser l'action publique. À la suite de cette décision, Etalab coordonne la rédaction du plan d'action national contenant 26 engagements de la France à mettre en œuvre au cours entre 2015 et 2017.
En septembre 2014, le Premier ministre institue la fonction d'Administrateur général des données. La fonction est rattachée au SGMAP et confiée au directeur d'Etalab Henri Verdier. L'administrateur général des données doit proposer au Premier ministre des stratégies d'exploitation des données par les administrations, veiller à une meilleure utilisation des données au sein des administrations et encourager le développement des sciences des données, mener des expérimentations dans ce domaine et veiller à une bonne circulation des données au sein de l'administration. L'administrateur général des données remet chaque année au premier ministre un rapport sur la gouvernance de la donnée. L'équipe de l'administrateur général des données se trouve de facto rattachée à l'équipe d'Etalab.
En avril 2015, Etalab, La Poste, l'Institut national de l'information géographique et forestière (IGN) et l'association OpenStreetMap France lancent le projet de Base adresse nationale (BAN) afin de créer une base de données contenant pour chaque adresse les coordonnées géographiques correspondantes. Cette base de données permet notamment de réaliser des opérations de géocodage et de géocodage inversé. Ce projet est une collaboration entre des entreprises privées comme La Poste, des administrations publiques (Etalab, IGN) et la société civile (OpenStreetMap France).

### Rattachement à la DINUM

De décembre 2015 à décembre 2017, les locaux d'Etalab étaient situés à la tour Mirabeau dans le.

En septembre 2015, le gouvernement de Manuel Valls réorganise le SGMAP et rassemble la Direction interministérielle des systèmes d'information et de communication (DISIC) et Etalab au sein de la Direction interministérielle du numérique et du système d'information et de communication de l'État (DINSIC). Henri Verdier devient alors directeur interministériel du numérique, du système d'information et de la communication de l'État et Laure Lucchesi devient directrice de la mission Etalab. Etalab déménage à la tour Mirabeau, dans le 15e arrondissement de Paris en décembre 2015.
De septembre 2016 à septembre 2017, la France partage la présidence du Partenariat pour un gouvernement ouvert avec le World Resources Institute. Dans ce cadre, elle organise le sommet mondial du partenariat pour un gouvernement ouvert à Paris du 7 au 9 décembre 2016 à Paris.
Une autre version de licence ouverte est créée en 2017,.
En 2019, Etalab devient un département de la direction interministérielle du numérique (DINUM), dont les missions et l’organisation sont fixées par le décret du 30 octobre 2019. Ses missions sont confortées par la DINUM.  Etalab coordonne et promeut l’action de l’État et des organismes placés sous sa tutelle en matière d’inventaire, de gouvernance, de production, de circulation, d’exploitation et d’ouverture des données, et notamment des codes sources.
Depuis 2016, Etalab a lancé et développe le programme Entrepreneurs d'Intérêt Général.

## Cadre international
Le 18 juin 2013, à l'occasion du Sommet du G8 2013 qui s'est tenu les 17 et 18 juin 2013 à Lough Erne (Irlande du Nord), les chefs d'État du G8 ont adopté et signé une Charte du G8 pour l'ouverture des données publiques. Ce document marque une volonté collective d'ouverture et de transparence passant par les principes de considérer les données publiques comme « ouvertes par défaut » et de les publier « de qualité et en quantité ; accessibles et réutilisables par tous ». Les Principes de gratuité et de libre réutilisation sont réaffirmés. Les formats ouverts et non-propriétaires seront privilégiés et la charte encourage l’accès de tous à l’information, tout en promouvant l'innovation (entrepreneuriale, citoyenne et sociale). Elle engage les États signataires à produire un plan d'action avant fin 2013, et à mettre en œuvre avant la fin 2015 tous les engagements collectifs détaillés dans l'annexe technique jointe à la charte. Une évaluation des progrès sera faite au G8 de 2014.
La France s'est dans ce cadre associée à la production d'une cartographie analytique des métadonnées du G8, mise en ligne sur GitHub. Cet index collectif présente les métadonnées des plateformes Open Data de chaque État membre du G8. 
Dans un communiqué commun, les chefs d'État ont estimé que « cette Charte contribuera à accroître la quantité de données publiques ouvertes dans les secteurs essentiels de l'action publique, comme la santé, l'environnement ou les transports ; à soutenir le débat démocratique ; et à faire en sorte de faciliter la réutilisation des données publiées. Pour les États membres du G8, l'ouverture des données publiques est une ressource essentielle à l'âge de l’information. »
L'Europe encourage aussi la diffusion d'information et de données dans le domaine de l'environnement (directives déclinant la convention d'Aarhus) et de la cartographie (Directive Inspire).

## Exemples d'interventions
- Etalab a œuvré pour la mise en place du portail data.gouv.fr. Son travail sur les licences associées aux données qu'Etalab publie doit permettre de faciliter la réutilisation de ces données[4],[10]
- Etalab s'est intéressé aussi à lever l'opacité sur certains logiciels. Par exemple, elle a été chargée de donner à voir l'algorithme du logiciel APB, Admission Post-Bac, pour répondre aux critiques de ce logiciel, et prévoit d'organiser un hackathon sur cet algorithme [23],[24].
- Comparé aux pratiques d'autres pays, Etalab se montre en revanche prudent sur l'accès de données dans le domaine de la santé, même sur des données agrégées et non individuelles[25].

## Documents
- Romain Lacombe, Pierre-Henri Bertin, François Vauglin et Alice Vieillefosse, Pour une politique ambitieuse des données publiques, La Documentation française, 2011 (lire en ligne)
- Mohammed Adnène Trojette, Ouverture des données publiques - Les exceptions au principe de gratuité sont-elles toutes légitimes ?, rapport au Premier ministre, novembre 2013, lire en ligne
- Pour une action publique collaborative : plan d'action nationale pour la France 2015-2017, juillet 2015, pdf, gitbook
- Antoine Fouilleron, Les échanges de données réalisés à titre onéreux entre les administrations, rapport au Premier ministre, novembre 2015, lire en ligne
- Administrateur général des données, Rapport au premier ministre sur la gouvernance de la donnée 2015 : les données au service de la transformation de l'action publique, décembre 2015, lire en ligne.

### Wikidata
- Pôle logiciels libres d'Etalab (SourceHut)Bastien Guerry, « Pourquoi le pôle logiciels libres d'Etalab utilise SourceHut », novembre 2022 (consulté le 21 novembre 2022)